# 石工先祖の碑

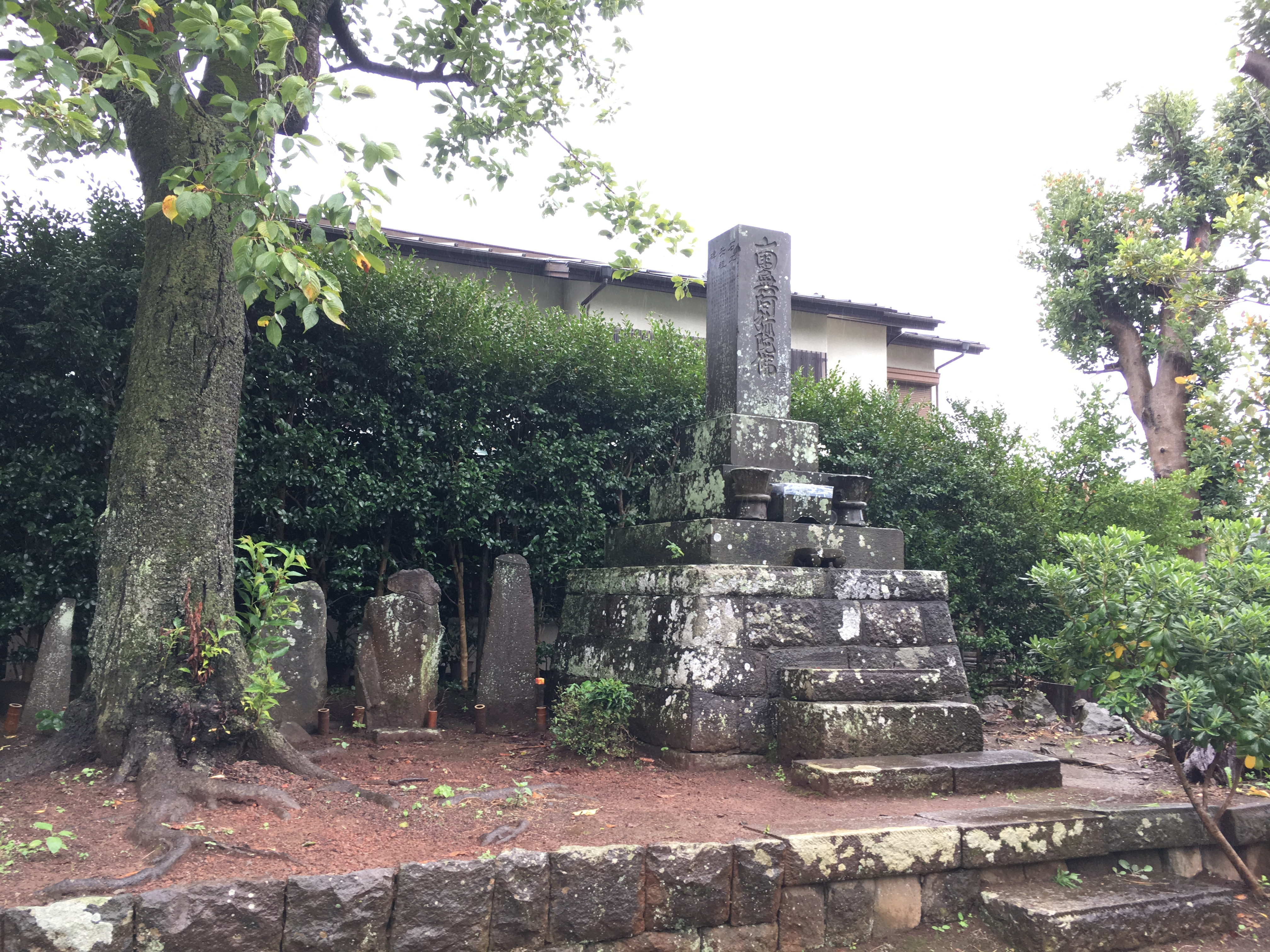
石工先祖の碑

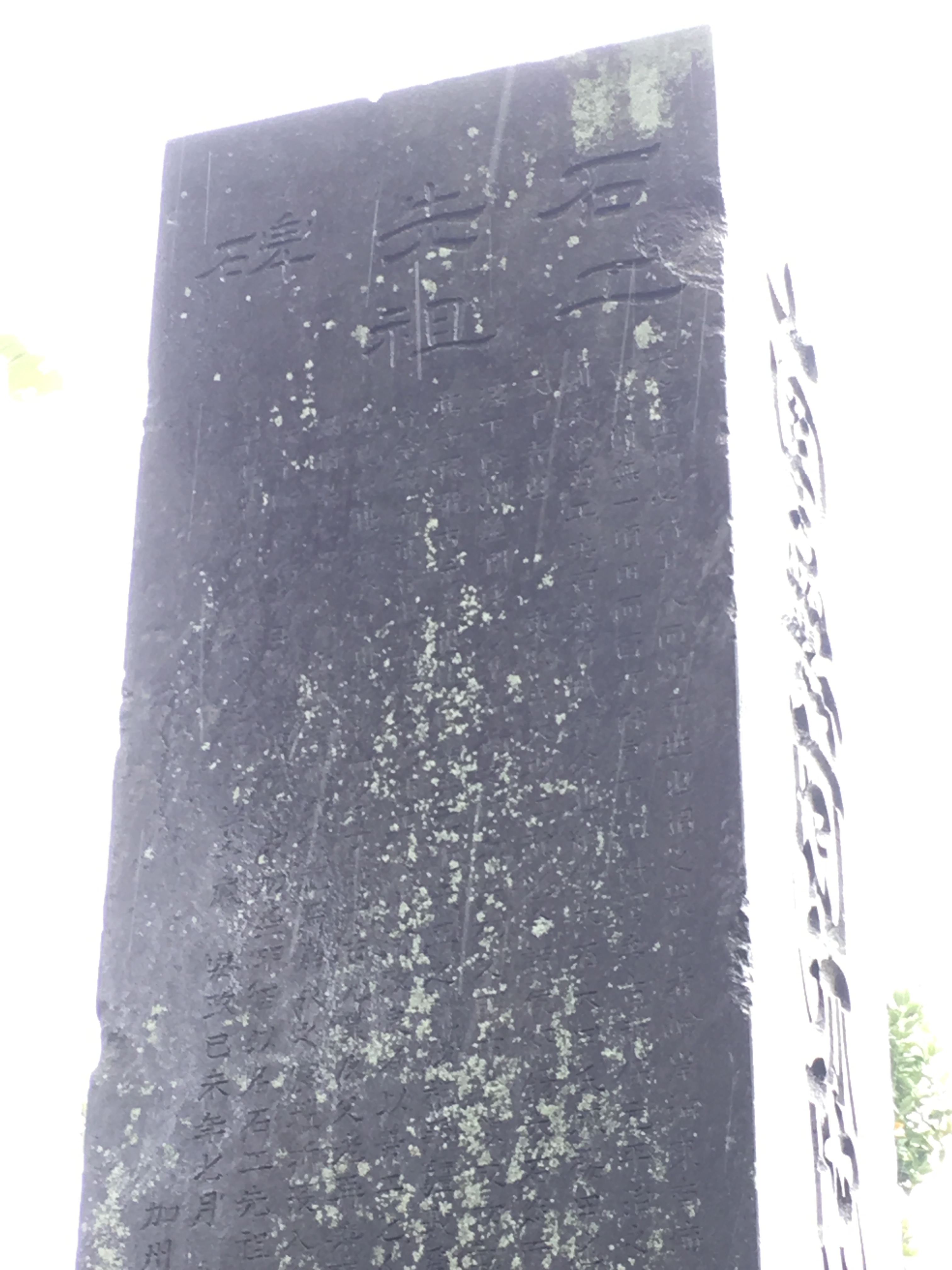
石工先祖の碑

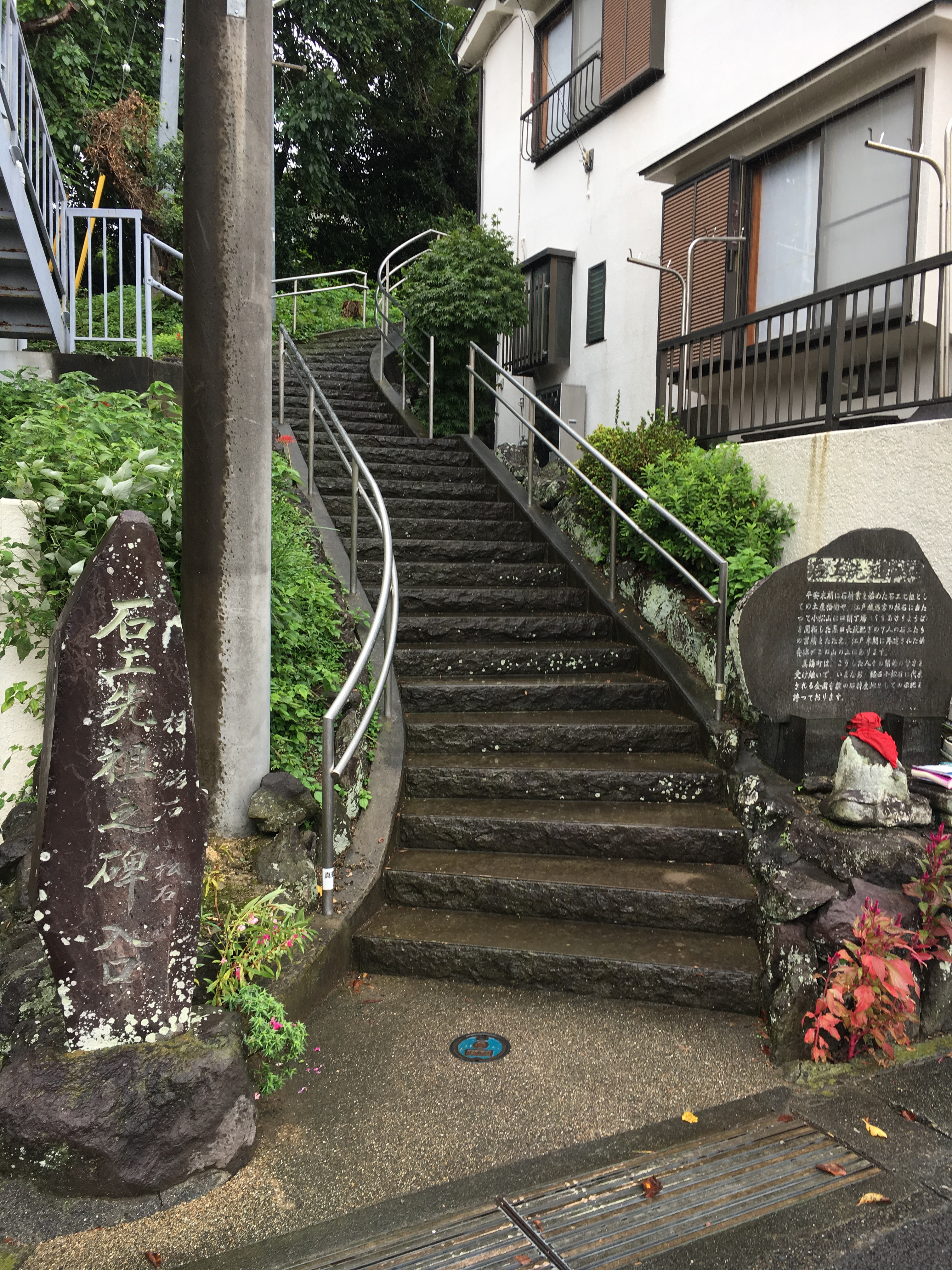
石工先祖の碑の入口（登り口）

石工先祖の碑（いしくせんぞのひ）は、神奈川県真鶴町岩にある石碑である。

## 概要
鎌倉時代に石材業を始めた土屋格衛や江戸城を築くために採石に当たった黒田長政支配下の業績をたたえ、江戸時代末期に再建されたものである。真鶴町指定文化財。

## 交通アクセス
- 真鶴町コミュニティバス・役場徒歩0分（登り口）
- 真鶴駅から徒歩9分

## 周辺
- 道祖神 (真鶴町)
- 真鶴町役場
- 真鶴駅
- 黒田長政供養の碑 - 西念寺
- 箱根ジオパーク（真鶴エリア）